# Eleição municipal de Novo Hamburgo em 2016
A eleição municipal de Novo Hamburgo em 2016 foi realizada para eleger um prefeito, um vice-prefeito e 14 vereadores no município de Novo Hamburgo, no estado brasileiro do Rio Grande do Sul. Foram eleitos) e para os cargos de prefeito(a) e vice-prefeito(a), respectivamente.
Seguindo a Constituição, os candidatos são eleitos para um mandato de quatro anos a se iniciar em 1º de janeiro de 2017. A decisão para os cargos da administração municipal, segundo o Tribunal Superior Eleitoral, contou com 178 138 eleitores aptos e 31 484 abstenções, de forma que 17.67% do eleitorado não compareceu às urnas naquele turno.

## Principais Candidatos (resumo)

### Fátima Daudt (PSDB)
Fátima Daudt era arquiteta e urbanista de formação, e sem nenhuma experiência anterior na política (para 2016, isto era uma vantagem). Tinha, ao invés desta, uma experiência no ramo empresarial, fazendo parte da Fecomércio, da Federasul e sendo presidente da ACI-NH por 5 anos, entre 2006 e 2011.

### Paulo Ritzel (PMDB)
Paulo Ritzel foi prefeito de Novo Hamburgo entre 1989 e 1993, sendo responsável, entre outras coisas, pela criação do Parcão de Novo Hamburgo, no Bairro Canudos.  Depois foi deputado federal entre 1995 e 1999.Também tentou outras candidaturas a prefeitura, como na Eleição Suplementar de 2005, mas não conseguiu chegar muito perto de voltar à prefeitura como chegou nesta eleição.

### Luís Lauermann (PT)
Luís Lauermann era o atual prefeito de Novo Hamburgo, eleito nas eleições suplementares de 2013 sobre Paulo Kopschina, agora tinha má avaliação a frente da prefeitura, além de estar sofrendo com a crise econômica no Brasil e principalmente com a crise no setor calçadista. Sem contar nos problemas do partido, com a Operação Lava-Jato envolvendo vários de seus quadros e com o Impeachment da presidente Dilma Rousseff.

### Leonardo Hoff (PP)
Leonardo Hoff era formado em contabilidade. Era jovem, mas já acumulava certa bagagem, como diretor da TRENSURB na época de sua expansão para o Centro de Novo Hamburgo no 1° Governo Dilma Rousseff, e participando em diversos cargos comissionados, porém naquela altura sua plataforma era mais voltada a centro-direita.

### Airton dos Santos (PV)
José Airton dos Santos foi prefeito de Novo Hamburgo entre 1996 e 2004, período onde fez realizações como a construção da atual sede da prefeitura municipal, porém deixando uma grande dívida pública que foi herdada como problema ao seu sucessor, Jair Foscarini. Sua candidatura foi Impugnada com base na Lei da Ficha Limpa, por conta de processo por improbidade administrativa, com o desvio de recursos do almoxarifado da prefeitura durante a sua gestão.

## Resultados

### Eleição municipal de Novo Hamburgo em 2016 para Prefeito
A eleição para prefeito contou com 7 candidatos em 2016: Fátima Cristina Caxinhas Daudt, do Partido da Social Democracia Brasileira, Paulo Artur Ritzel, do Partido do Movimento Democrático Brasileiro, Leonardo Hoff, do Partido Progressista, José Luis Lauermann, do Partido dos Trabalhadores, Mauro Brochier, do Partido da Mobilização Nacional, Jose Airton dos Santos, do Partido Verde e Rafael Fabiano Schüler, do Partido Socialismo e Liberdade que obtiveram, respectivamente, 36 435, 33 223, 12 703, 22 634, 745, 0, 1 492 votos. O Tribunal Superior Eleitoral também contabilizou 17.67% de abstenções nesse turno.
| Candidato(a)                  | Vice                       | Coligação                                                                                   | Votos recebidos | Percentual |
| ----------------------------- | -------------------------- | ------------------------------------------------------------------------------------------- | --------------- | ---------- |
| Fátima Daudt (PSDB)           | Antônio Ricardo Dias Fagan | É Hora de Acertar PSDB / PPS / PSB / PSD / PT do B / PROS                                   | 36435           | 33.98%     |
| Paulo Ritzel (PMDB)           | Gustavo Diogo Finck        | Juntos para Novo Hamburgo Voltar a Crescer PMDB / DEM / PTN / PHS / REDE / PRB / PTB / PSDC | 33223           | 30.98%     |
| Luis Lauermann (PT)           | Gilson Leonardo Thoen      | Novo Hamburgo que Faz PT/PDT/PR/PC do B/PTC                                                 | 22634           | 21.11%     |
| Leonardo Hoff (PP)            | Aline Biasuz Suarez Karow  | Mudança de Verdade PP / PSC / PRTB / PRP / PEN / SD                                         | 12703           | 11.85%     |
| Rafael Fabiano Schüler (PSOL) | Felipe Antonio Ventre      | Partido Socialismo e Liberdade (sem coligação)                                              | 1492            | 1.39%      |
| Mauro Brochier (PMN)          | Ivani Maria Bielefeld      | Partido da Mobilização Nacional (sem coligação)                                             | 745             | 0.69%      |
| Jose Airton dos Santos (PV)   | Roberto Rachelle Winkler   | Partido Verde (sem coligação)                                                               | 0               | 0%         |

### Eleição municipal de Novo Hamburgo em 2016 para Vereador
Na decisão para o cargo de vereador na eleição municipal de 2016, foram eleitos 14 vereadores com um total de 127 346 votos válidos. O Tribunal Superior Eleitoral contabilizou 10 858 votos em branco e 8 450 votos nulos. De um total de 178 138 eleitores aptos, 31 484 (17.67%) não compareceram às urnas .
| Nome                                     | Partido político                       | Coligação                                        | Votos recebidos | Percentual |
| ---------------------------------------- | -------------------------------------- | ------------------------------------------------ | --------------- | ---------- |
| Issur Israel Koch                        | Partido Progressista (PP)              | Partido Progressista (sem coligação)             | 6857            | 5.38%      |
| Patricia Taine Beck                      | Partido Popular Socialista (PPS)       | Juntos Podemos Mais                              | 5405            | 4.24%      |
| Vilmar Emilio Heming (Enfermeiro Vilmar) | Partido Democrático Trabalhista (PDT)  | Partido Democrático Trabalhista (sem coligação)  | 3482            | 2.73%      |
| Sergio Luis Hanich (Serjão)              | Movimento Democrático Brasileiro (MDB) | Movimento Democrático Brasileiro (sem coligação) | 3403            | 2.67%      |
| Jorge Luz dos Santos                     | Movimento Democrático Brasileiro (MDB) | Movimento Democrático Brasileiro (sem coligação) | 2970            | 2.33%      |
| Raul Cassel                              | Movimento Democrático Brasileiro (MDB) | Movimento Democrático Brasileiro (sem coligação) | 2802            | 2.2%       |
| Vladimir Jose Pereira Lourenco           | Partido Progressista (PP)              | Partido Progressista (sem coligação)             | 2722            | 2.14%      |
| Felipe Kuhn Braun                        | Partido Democrático Trabalhista (PDT)  | Partido Democrático Trabalhista (sem coligação)  | 2653            | 2.08%      |
| Gerson Peteffi                           | Movimento Democrático Brasileiro (MDB) | Movimento Democrático Brasileiro (sem coligação) | 2598            | 2.04%      |
| Naasom Luciano da Rocha                  | Partido Trabalhista Brasileiro (PTB)   | Partido Trabalhista Brasileiro (sem coligação)   | 2279            | 1.79%      |
| Emerson Fernando Lourenco                | Solidariedade (SD)                     | Solidariedade (sem coligação)                    | 2232            | 1.75%      |
| Jose Gabriel Chassot                     | Rede Sustentabilidade (REDE)           | Rede Sustentabilidade (sem coligação)            | 1824            | 1.43%      |
| Enio Antonio Brizola                     | Partido dos Trabalhadores (PT)         | Frente Popular                                   | 1688            | 1.33%      |
| Agenor Alves Boeno                       | Partido dos Trabalhadores (PT)         | Frente Popular                                   | 1646            | 1.29%      |